# Karl Reinhold von Lilienfeld

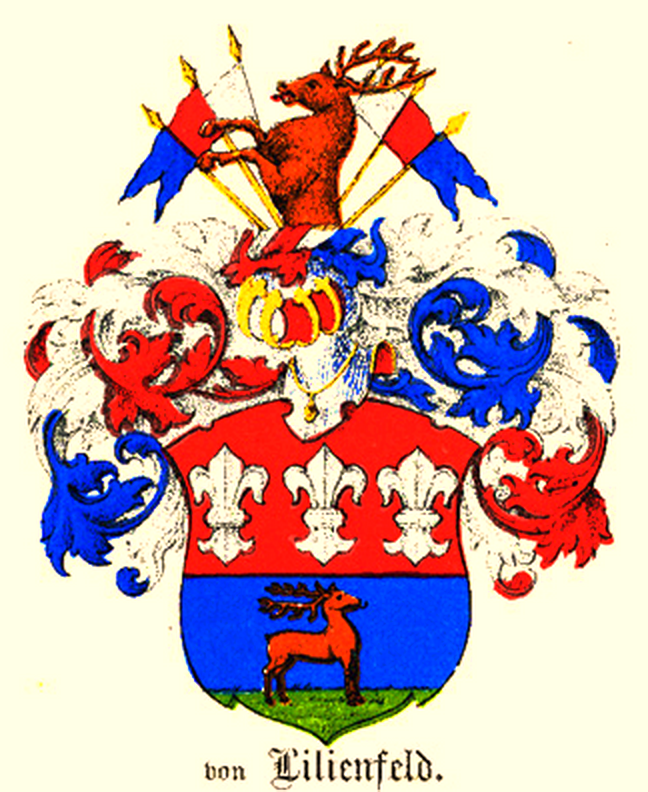
Wappen des Adelsgeschlechts Lilienfeld

Karl Reinhold Georg von Lilienfeld (* 4. Dezember 1790 in Neu-Oberpahlen; † 24. Dezember 1875) war ein schwedisch-baltischer Adelsmann, Landrat und Landmarschall in Livland.

## Leben
Lilienfeld diente im kaiserlich-russischen Heer und nahm zwischen 1812 und 1814 als Gardeleutnant an einigen Feldzügen gegen Napoleon I. teil. 1816 wurde er zum Adjunkt beim Ordnungsrichter in Fellin berufen und war ab 1820 Kreisrichter. Von 1830 bis 1844 war er Kreisdeputierter für den Kreis Pernau und wurde 1844 zum livländischen Landmarschall gewählt. Ab 1847 war er Landrat und erhielt 1864 einen Ehrenstuhl im Landratskollegium. Von 1863 bis 1875 war er Mitbesitzer von Neu-Oberpahlen.

## Neu-Oberpahlen

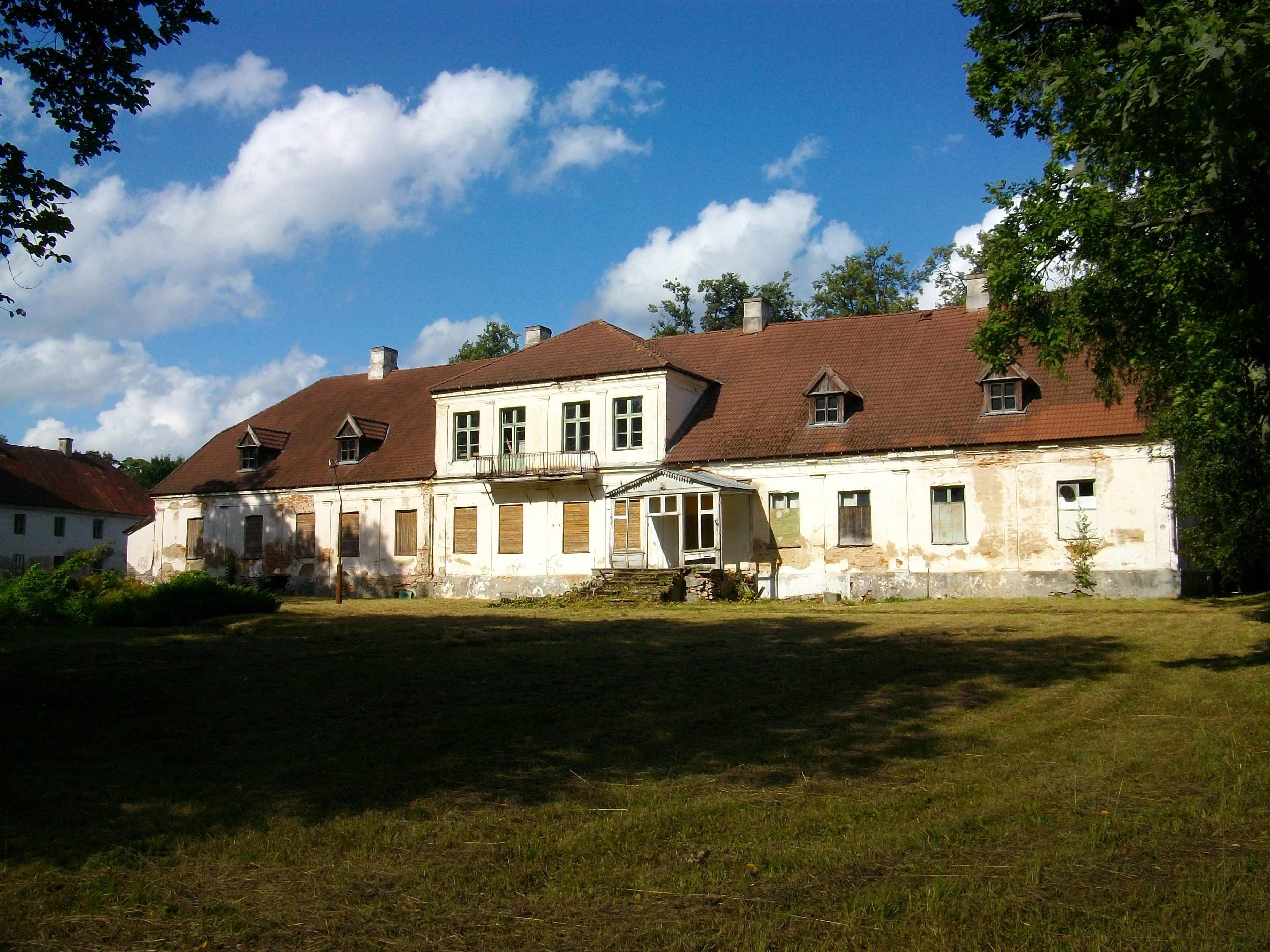
Gut Neu-Oberpahlen:Spätbarocke steinerne Hauptgebäude

Das Gut Neu-Oberpahlen (estnisch : Uue-Põltsamaa) gehörte der Familie von Lilienfeld und wurde um 1750 gegründet. Erhalten geblieben ist das zwischen 1770er und 1780er Jahren errichtete spätbarocke steinerne Hauptgebäude. Heute gehört das Gutshaus und die Ländereien zur Stadt Põltsamaa.

## Herkunft und Familie
Karl Reinhold stammte aus der alt eingesessenen schwedisch-baltischen Adelsfamilie von Lilienfeld. Sein Großvater Jakob Heinrich (I.) von Lilienfeld (1716–1785) war ein baltischer Adelsmann, preußischer Kammerherr, Schriftsteller und Dichter. Sein Vater war dessen Sohn Karl Magnus von Lilienfeld (1754–1835), Herr auf Neu-Oberpahlen, er war der Gründer des I. Hauses Alp und war in erster Ehe mit Hedwig Charlotte von Krüdener, a.d.H. Werder (1759–1839) und in zweiter Ehe mit Anna Sophie von Sivers (1757–1777) verheiratet. Karl Reinhold war seit 1824 mit Elisabeth Wilhelmine von Berg (1803–1832), Erbin auf Könhof, Charlottenthal und Posendorf verheiratet. Ihre Nachkommen waren:
- Eduard Karl Balthasar von Lilienfeld (1825–1903), Kirchspielrichter ⚭ Wilhelmine Elisabeth Sophie von Berg (* 1829 in Sangaste; † 1917 in Andorf, Österreich)
- Georg Reinhold Karl von Lilienfeld (1828–1881), Erbherr auf Könhof und Charlottenthal, Herr auf Neu-Oberpahlen,  ⚭ Jeanette  Guillemot de Villebois (1832–1897)
- Julie Anna von Lilienfeld (* 1830)
- Alexander Peter Ernst von Lilienfeld (* 1831 in Neu-Oberpahlen; † 1909 in Wiesbaden), Landrat ⚭ Sophie Josephine Elisabeth von Mensenkampff (* 1843 in Tarwast; † in Berlin)